# Mikita Łabastau
Mikita Iwanawicz Łabastau (biał. Мікіта Іванавіч Лабастаў, ros. Никита Иванович Лобастов, Nikita Iwanowicz Łobastow; ur. 19 kwietnia 1997 w Uwie) – rosyjski i białoruski biathlonista. Pierwszy sukces w karierze osiągnął w 2017 roku, kiedy podczas mistrzostw świata juniorów w Osrblie zdobył dwa medale (brąz w biegu indywidualnym i złoto w sztafecie) jako reprezentant Rosji. Od 2018 reprezentuje Białoruś, dla której, podczas mistrzostw świata juniorów w Osrblie, zdobył srebrny medal w biegu indywidualnym. W Pucharze Świata zadebiutował 8 lutego 2019 roku w Canmore, gdzie zajął dwunaste miejsce w sztafecie. Pierwsze punkty zdobył 14 grudnia 2019 roku w Hochfilzen, zajmując 39. miejsce w biegu pościgowym. W startach indywidualnych nie stanął na podium, jednak 15 stycznia 2022 roku wspólnie z kolegami reprezentacji zajął trzecie miejsce w sztafecie.
W 2020 roku wystartował na mistrzostwach świata w Anterselvie, zajmując 36. miejsce w sprincie, 37. w biegu pościgowym, 15. w pojedynczej sztafecie mieszanej i 9. miejsce w sztafecie. Podczas mistrzostw świata w Pokljuce rok później był trzydziesty w biegu indywidualnym, dwunasty w pojedynczej sztafecie mieszanej i ponownie dziewiąty w sztafecie.

## Osiągnięcia

### Igrzyska olimpijskie
| Rok  | Miejscowość | Konkurencje | Konkurencje | Konkurencje | Konkurencje | Konkurencje | Konkurencje | Konkurencje |
| Rok  | Miejscowość | IN          | SP          | PU          | MS          | RL          | MR          | SR          |
| ---- | ----------- | ----------- | ----------- | ----------- | ----------- | ----------- | ----------- | ----------- |
| 2022 | Pekin       | 47.         | 57.         | 45.         | –           | 8.          | 6.          | nd.         |

### Mistrzostwa świata
| Rok  | Miejscowość | Konkurencje | Konkurencje | Konkurencje | Konkurencje | Konkurencje | Konkurencje | Konkurencje |
| Rok  | Miejscowość | IN          | SP          | PU          | MS          | RL          | MR          | SR          |
| ---- | ----------- | ----------- | ----------- | ----------- | ----------- | ----------- | ----------- | ----------- |
| 2020 | Anterselva  | –           | 36.         | 37.         | –           | 9.          | –           | –           |
| 2021 | Pokljuka    | 30.         | –           | –           | –           | 9.          | –           | –           |

### Mistrzostwa świata juniorów
| Rok  | Miejscowość | Konkurencje | Konkurencje | Konkurencje | Konkurencje | Konkurencje | Konkurencje | Konkurencje |
| Rok  | Miejscowość | IN          | SP          | PU          | MS          | RL          | MR          | SR          |
| ---- | ----------- | ----------- | ----------- | ----------- | ----------- | ----------- | ----------- | ----------- |
| 2017 | Osrblie     | .           | 12.         | 8.          | nd.         | .           | nd.         | nd.         |
| 2019 | Osrblie     | .           | 48.         | DNS         | nd.         | 13.         | nd.         | nd.         |

### Puchar Świata

#### Miejsca w klasyfikacji generalnej
| Sezon     | Miejsce |
| --------- | ------- |
| 2019/2020 | 66.     |
| 2020/2021 | 77.     |
| 2021/2022 | 78.     |

#### Miejsca na podium chronologicznie
Łabastau nie stanął na podium indywidualnych zawodów PŚ.